# Hlasové herectví
Hlasové herectví (v angličtině voice acting) je umělecká činnost ve scénickém umění, ve které herec propůjčuje svůj hlas animované postavě (ať už ve filmu, televizním programu, krátkém animovaném filmu, či počítačové hře) či postavě v rozhlasovém dramatu či komedii. Dále se sem řadí také voiceover v rozhlasových pořadech, televizních pořadech, reklamě a rozhlasových hrách, dabing zahraničních filmů, počítačových her, loutkového divadla a jízd v zábavních parcích.
Tyto herecké role mohou mimo jiné zahrnovat i zpěv, někdy je však na zpěv najat jiný herec než na běžné repliky.
Herci jsou také najímáni k nahrávání jednotlivých částí automatizovaných hlášení, které později přehrává počítač. V nejjednodušších případech se týká o krátké fráze, jakými jsou například varovná hlášení ve vozidlech městské hromadné dopravy (varování před kapsáři, výzvy k nastupování všemi dveřmi atd.). Komplikovanější systémy, jako například hlášení příjezdů vlaků, je počítačem sestaveno z jednotlivých fragmentů. Tudíž „vlak číslo xxxx společnosti České dráhy“ není nahráno zvlášť pro každý vlak, a nahrávky jednotlivých číslic, například 64 nebo 83, jsou použity opakovaně všude, kde se tato čísla vyskytují. Některé automatizované aplikace, jako například hlášení ve vozidlech městské hromadné dopravy, dávají přednost lidskému hlasu před hlasem elektronicky vytvořeným, jelikož lidský hlas je pro posluchače příjemnější a přirozenější.

## Japonsko
V Japonsku takzvané Seiyū (声優) zahrnuje poskytování hlasu pro anime, rozhlasové hry a počítačové hry, voiceover pro dabing zahraničních filmů a komentování dokumentů a podobných naučných programů. Jelikož je japonská animovaná tvorba velmi hojná, japonští herci mohou na namlouvání postav vybudovat celou svoji kariéru a mají mnohem větší kontrolu nad svými rolemi než v jiných zemích. V Japonsku existují dokonce instituce na podporu této profese; vzniklo zde již přibližně 130 škol zabývajících se „hlasovým herectvím“ či hereckých společností pracujících pro danou rozhlasovou či manažerskou společnost. Často si získávají své vlastní fanoušky, kteří pak sledují pořady jen aby mohli slyšet hlas svého oblíbeného herce či herečky.
Mnoho japonských hlasových herců často začne i hudební kariéru, a často nazpívají úvodní nebo závěrečnou znělku pořadu, ve kterém namlouvají některou z postav. Jiní se zapojují do neanimovaných vedlejších projektů jako jsou rozhlasová dramata (zasazující ty samé postavy do nového příběhu) či písně, nazpívané ve stylu té které postavy, které nejsou součástí anime ale dále rozvíjí danou postavu.

## Namlouvání herních postav
V mnoha zemích se silným herním průmyslem, jakými jsou například Spojené státy, Spojené království či Japonsko, někteří herci vybudovali na namlouvání počítačových postav celou svoji kariéru. Jejich jména jsou často nerozlučně spojena s postavami, které namluvili. Mezi známé herce patří například Maaya Sakamoto (japonský hlas pro postavu Lightning ze hry Final Fantasy XIII), Tatsuhisa Suzuki (postava Noctis Lucis Caelum z Final Fantasy XV), Troy Baker (Snow Villiers, Final Fantasy XIII; Joel, The Last of Us; Batman, Lego Batman 2: DC Super Heroes), Steve Downes a Jen Taylor (Master Chief a Cortana z herní série Halo), Nolan North (Nathan Drake, herní série Uncharted a Desmond Miles z herní série Assassin’s Creed), Charles Martinet (Mario z herní série Mario společnosti Nintendo), Liam O’Brien (Caius Ballad, Final Fantasy XIII-2; čtyři jezdci apokalypsy ze hry Darksiders) a Jonell Elliott (hlas Lary Croft mezi lety 1999 a 2003). Jiní herci, více spojení s filmem či televizí také namluvili herní postavy. Mimo jiné mezi ně patří například Mark Hamill (komikové postavy Joker a Wolverine, Watcher ze hry Darksiders), Michael Dorn (různé postavy ze hry World of Warcraft, Gatatog Uvenk z Mass Effect 2) a Claudia Black (Chloe Frazer ze druhé a třetí hry série Uncharted).